# Lucilia tomentosa
Lucilia tomentosa är en tvåvingeart som beskrevs av Robineau-desvoidy 1863. Lucilia tomentosa ingår i släktet Lucilia och familjen spyflugor.
Artens utbredningsområde är Frankrike. Inga underarter finns listade i Catalogue of Life.